# Sinuhe der Ägypter
Sinuhe der Ägypter ist ein historischer Roman des finnischen Schriftstellers Mika Waltari aus dem Jahr 1945. Die deutschsprachige Übersetzung von Charlotte Lilius erschien erstmals 1950 unter dem Titel Sinuhe, der Ägypter. Roman. 15 Bücher aus dem Leben des Arztes Sinuhe ungefähr 1390 bis 1335 vor Christi Geburt zugleich im deutschen Verlag Toth (Hamburg) und im Schweizer Linden-Verlag (Bern). Diese Übertragung (seit den 1970er Jahren im Verlag Bastei Lübbe) wurde bis 2014 für alle deutschsprachigen Ausgaben verwendet. Allerdings erfolgte die Übersetzung von Charlotte Lilius nicht aus dem finnischen Original, sondern beruht auf der leicht gekürzten schwedischen Übertragung des finnlandschwedischen Publizisten Ole Torvalds. Erst im Herbst 2014 erschien in Köln im Verlag Bastei Lübbe die erste ungekürzte, direkt aus dem finnischen Original angefertigte Übersetzung von Andreas Ludden.

## Inhalt
In Ich-Form wird das abenteuerliche Leben des ägyptischen Arztes Sinuhe geschildert. Zur Zeit des Pharaos Echnaton wirkt Sinuhe zunächst als Leibarzt am Königshof. Später führen ihn mehrere Reisen nach Babylon, Kreta und in andere Regionen der damaligen bekannten Welt.

## Hintergrund
Mit seinem Welterfolg ist Waltari eine ausgedehnte Kultur- und Sittengeschichte des vorchristlichen Orients gelungen. Vorausgegangen waren umfassende historische Studien. Anerkennung hat dieser Roman auch unter Ägyptologen gefunden, wie auch bei Medizinern, da die beschriebenen Trepanationen später so bestätigt werden konnten. 
Waltari ist zu seinem Werk durch Die Geschichte von Sinuhe angeregt worden. Dieser altägyptische Text, der als eines der ältesten literarischen Werke gilt, stammt aus der Zeit Pharao Amenemhets I., des Begründers der 12. Dynastie (20. Jahrhundert v. Chr.).

## Verfilmungen
Im Jahr 1954 wurde das Buch von Michael Curtiz unter dem Titel Sinuhe der Ägypter verfilmt.

## Aktuelle Ausgaben
- Mika Waltari: Sinuhe der Ägypter. Historischer Roman (Originaltitel: Sinuhe egyptiläinen). Ungekürzte Übersetzung aus dem Finnischen von Andreas Ludden. Bastei Lübbe, Köln 2014, ISBN 978-3-404-17009-8.
- Mika Waltari: Sinuhe der Ägypter. Historischer Roman (Originaltitel: Sinuhe egyptiläinen). Deutsch von Charlotte Lilius. Bastei Lübbe, Bergisch Gladbach 2008, ISBN 3-404-15811-3.
- Mika Waltari: Sinuhe der Ägypter. Ungekürzte Lesung von Stefan Kaminski. Audible GmbH, Berlin 2012,